# Santuario di Nostra Signora delle Grazie (Sori)
Il santuario di Nostra Signora delle Grazie è un luogo di culto cattolico situato nel comune di Sori, in via Sauli, nella città metropolitana di Genova.

## Storia

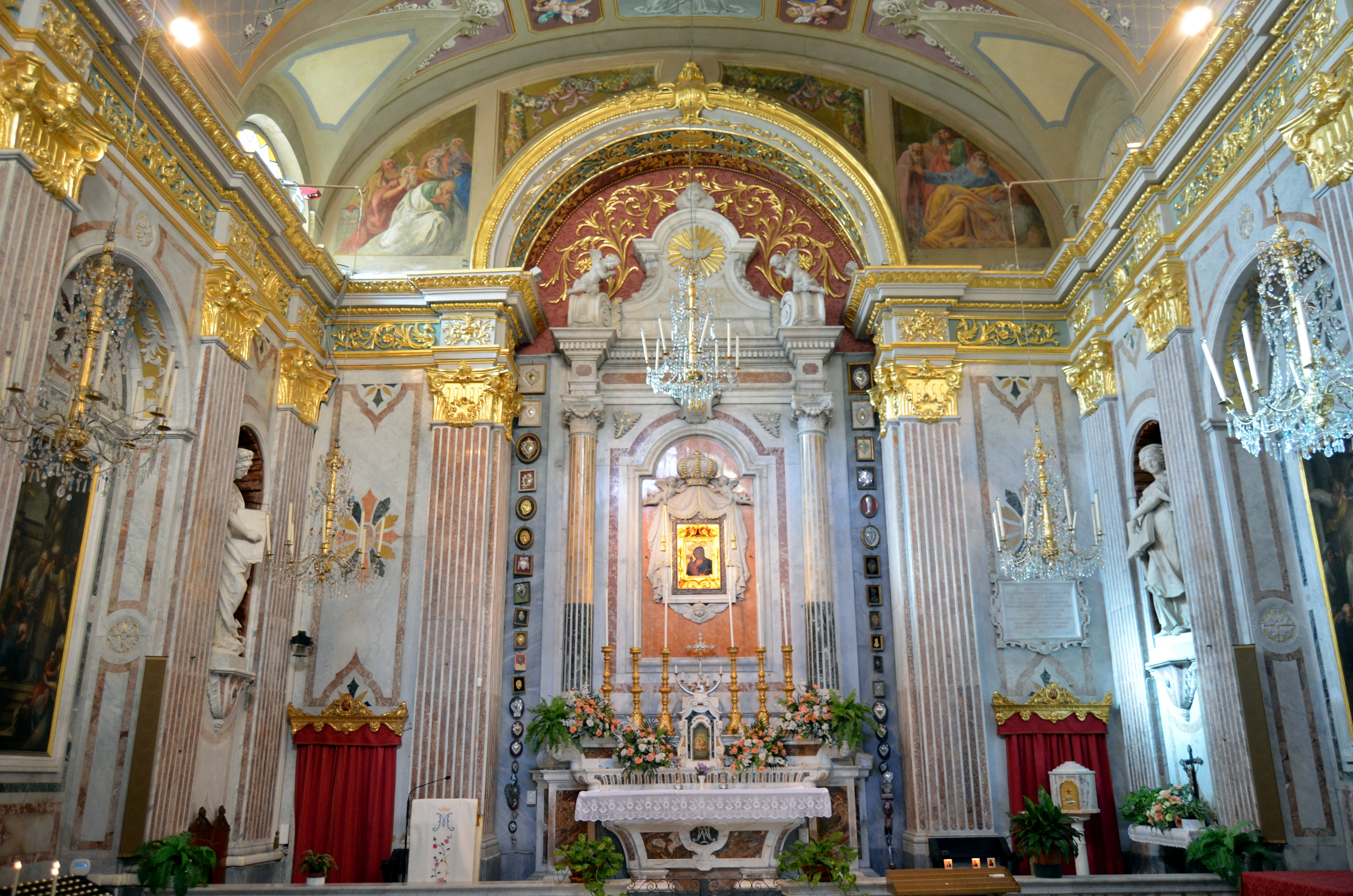
Particolare dell'interno; presso l'altare è collocata l'effigie mariana.

Un primo edificio venne edificato nel corso del 1509 per ospitare un quadro raffigurante la Vergine Maria (Madonna nera con in braccio il bambino Gesù, dipinto ad olio su legno, di probabile origine bizantina), venerato dalla popolazione e acquistato pochi anni prima dal navigatore marittimo sorese Gerolamo Stagno in uno dei suoi viaggi in Oriente. Secondo la tradizione religiosa popolare proprio alla figlia del navigatore, sordomuta dalla nascita e in preghiera dinnanzi al quadro, apparve la stessa Madonna del dipinto acquisendo da tale avvenimento l'uso della parola e dell'udito. 
La stessa effigie mariana venne ritrovata lungo la spiaggia di Sori dopo che, nel 1584, un'incursione piratesca la sottrasse tra i tanti bottini prelevati dal borgo: l'eccezionale rinvenimento venne quindi nuovamente considerato "miracoloso" dalla locale popolazione.
In occasione del primo centenario dalla sua edificazione, l'originaria cappella venne ricostruita da maestranze locali tra il 1608 e il 1610 e, quasi duecento anni dopo, nel corso del 1824, un'importante restauro conservativo.
Il santuario è ad unica aula, con zona absidale piatta e cappelle laterali ricavate nello spessore delle mura.